# Rio Capibaribe-Mirim
O rio Capibaribe-Mirim é um curso de água do estado de Pernambuco, Brasil, que drena a maior parte da bacia do rio Goiana, do qual é seu afluente. A nascente do rio se localiza no município de São Vicente Férrer. Até as proximidades de Timbaúba, o rio apresenta regime fluvial intermitente, a partir de onde se torna perene, até sua foz no município de Goiana. Tem aproximadamente 93 km de extensão.
Seus principais afluentes são, pela margem esquerda, riacho Banana, rio Mulungú, rio Tiúma, riacho Boqueirão, rio Água Torta e riacho També. Pela margem direita, destacam-se os riachos Seridó e Pindoba, e os rios Cruangi e Siriji. A área ao redor do rio é utilizada em diversos usos, como por exemplo em áreas da Usina Nossa Senhora das Maravilhas.